# Judith Zeidler
Judith Zeidler, Ehename: Judith Ungemach, (* 11. Mai 1968 in Beeskow) ist eine ehemalige Ruderin aus der Deutschen Demokratischen Republik. 1988 gelang ihr im Achter der Olympiasieg.

## Leben
Judith Zeidler vom SC Dynamo Berlin war im Jugendbereich noch Skullerin, 1984 und 1986 war sie Juniorenweltmeisterin mit dem Doppelvierer. 1988 wechselte sie zu den Riemenbooten und wurde zusammen mit Ramona Balthasar DDR-Vizemeisterin im Zweier. Für die Olympischen Spiele 1988 in Seoul stiegen beide in den DDR-Achter um, in Seoul siegte der von Daniela Neunast gesteuerte Achter in der Besetzung Annegret Strauch, Judith Zeidler, Kathrin Haacker, Ute Wild, Anja Kluge, Ramona Balthasar, Beatrix Schröer und Ute Stange vor den Booten aus Rumänien und China. Für diesen Sieg wurde sie mit dem Vaterländischen Verdienstorden in Gold ausgezeichnet.
1989 kehrte Zeidler in den Zweier zurück und siegte mit Kathrin Haacker bei der Weltmeisterschaft in Bled. 1990 hieß der SC Dynamo Berlin nur noch SC Berlin. Beim letzten Auftritt der Rudernationalmannschaft bei der Weltmeisterschaft auf dem Lake Barrington in Tasmanien ruderten Haacker und Zeidler zusammen mit Antje Frank und Jeannette Barth in einem rein Berliner Vierer ohne Steuerfrau auf den dritten Platz. 1991 nahm Judith Zeidler für das wiedervereinigte Deutschland an der Weltmeisterschaft in Wien teil. Der Vierer war gesamtdeutsch zusammengesetzt, mit den beiden Ostberlinerinnen Haacker und Zeidler ruderten Cerstin Petersmann aus Dortmund und Gabriele Mehl aus Essen; gemeinsam gewannen sie die Bronzemedaille. Ebenfalls Bronze gewann Judith Zeidler bei den Olympischen Spielen 1992 in Barcelona.
Dafür erhielt sie am 23. Juni 1993 das Silberne Lorbeerblatt.
Judith Zeidler heiratete den Dortmunder Ruderer Matthias Ungemach. Mit ihren zwei Söhnen und einer Tochter lebt die Familie mittlerweile in Australien.